# Martín Guise
Martín Guise (n. como Martin George Guisse el 12 de marzo de 1780, Gloucestershire - Guayaquil, 23 de noviembre de 1828) fue un oficial de la Marina Real Británica, en la cual sirvió durante las guerras napoleónicas, que se trasladó a América del Sur para ofrecer sus servicios a la causa independentista contra España y que años más tarde asumió el cargo de comandante general de la Marina de Guerra del Perú de la cual fue también fundador.

## Primeros años
Nació en el condado de Gloucestershire en 1780 en el seno de una familia de la nobleza local. Fue hijo de Sir John Guise, 1.er baronet, y de la dama Elizabeth Wright. Su padre fue teniente coronel de la Royal South Gloucestershire Militia y obtuvo el título de baronet en 1783. Se inició a los quince años como cadete de la marina británica en Malborough. Sus primeros tres años como marino los pasó en la fragata Jason formando parte de la escuadra corsaria con la que Sir John Borlase hostilizaba las rutas marinas en la costa norte de Francia. Sirvió después en los navíos de línea London, Ville de Paris y Foudroyant siendo promovido a teniente en 1801.
En 1805 tomó parte en la legendaria Batalla de Trafalgar en la cual el almirante Nelson derrotó a la flota franco-española de Napoleón, en 1809 sirvió como ayudante de campo de Sir George Berkeley, vicealmirante que fue destinado a Lisboa para apoyar a la recientemente desembarcada expedición del futuro duque de Wellington el cual lograría expulsar a las tropas francesas de la península ibérica. Tiempo después Guise fue destinado al buque Conqueror en el cual prestó servicio en las costas mediterráneas de España participando del bloqueo de Tolón bajo el mando de Sir Charles Cotton. Entre 1811 y 1813 estuvo destinado a las indias occidentales donde comandó los buques Liberty y Swaggerer antes de su retorno a Inglaterra. Fue ascendido a comandante en 1815 y tras el fin de las guerras napoleónicas tuvo a su mando el buque Devastation.

## Al servicio de Chile
Guise fue un hombre activo y aventurero por lo que al terminar la guerra en Europa y al igual que otros marinos británicos como el vicealmirante Thomas Cochrane, renunció a la marina británica, compró y armó su propia nave, el Hecate, y echó rumbo a América para nunca volver a su tierra natal. Ofreció sus servicios al gobierno chileno al que entregó su bergantín de 18 cañones, ahora rebautizado como Galvarino, y del cual obtuvo el mando de la fragata Lautaro, armada con 50 cañones.
Formó parte de la escuadra chilena en las expediciones que Cochrane realizó a las costas peruanos en 1819. Guise tuvo durante estas operaciones navales una serie de significantes, y a la vez frecuentes, discusiones con Cochrane. También le tocó formar parte de la flota chilena y argentina que condujo a la expedición libertadora de José de San Martín al Perú. Estuvo durante el tercer bloqueo del Callao que impuso Cochrane en octubre de 1820, participando en la captura de la fragata Esmeralda, el buque más poderoso que los españoles tenían en el Callao.

## Al servicio del Perú

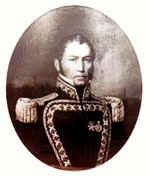
Martín Guise.

Con el retiro de Cochrane del Perú en 1821, San Martín nombró a Guise contralmirante de la recientemente creada escuadra peruana pero renunció al servicio en febrero de 1822 al asumir el mando de esta escuadra con el grado de vicealmirante el chileno Manuel Blanco Encalada, por rencillas que había tenido con él durante su servicio en Chile para ponerse bajo su mando. A principios de 1823 volvió a asumir el mando de la flota peruana con el grado de vicealmirante, colaborando con el transporte de tropas, y a principios de 1824, estableció un bloqueo en el puerto del Callao en conjunto con la escuadrilla naval gran colombiana que quedó a su mando, ya que ese puerto había sido retomado por los realistas tras una sublevación militar el 5 de febrero. Su bloqueo en este puerto fue interrumpido ese año por una expedición naval española al mando del capitán de navío Roque Guruceta, con quien se batió, sin resultados concluyentes el 7 de octubre. Al partir la escuadra española al sur, con destino al puerto de Quilca, Guise se dirigió con su flota al astillero de Guayaquil, donde el 7 de enero de 1825 fue arrestado por el intendente del lugar, general venezolano Juan Paz del Castillo, por haber levantado el bloqueo al Callao. Según Basadre, Paz del Castillo: 

enemigo de aquél, deseoso de humillar al Perú, interpretó mal las razones de Guise y lo hizo apresar y lo puso incomunicado.

Ante el arresto de Guise, el mando de la flota combinada sería entregado por Castillo al capitán de navío inglés Juan Illingworth Hunt, que servía en esos momentos a la Gran Colombia. A mediados de ese año, Illingworth se presentó con la flota frente al Callao para unirse a la escuadrilla chilena mandada por el vicealmirante Blanco Encalada. El Callao se rendiría el 23 de enero de 1826.
En cuanto a Guise, Bolívar había dado la orden de llevarlo a Cuenca, pero su estado de salud lo impidió. Posteriormente fue llevado a Lima en gran escándalo, y el 5 de mayo de 1826 se le lleva a juicio y se le mantuvo preso. Al retirarse Bolívar del Perú, el Consejo de Guerra a cargo del juicio entró en autonomía y ordenó la libertad de Guise el 26 de septiembre de 1826. Se le restituyó el cargo de vicealmirante de la escuadra. Y además se mandó pedir "la satisfacción que merecen el agravio e insulto nacional hechos por el Gobernador de Guayaquil en su persona (Guise) y la bandera de nuestra República". Fue el congreso en 1828 y la presidencia del general José de La Mar, los que hicieron efectiva las resoluciones.

## Guerra contra la Gran Colombia
Cuando la guerra contra la Gran Colombia estalló en 1828, fue llamado nuevamente al servicio para que comande la marina peruana. Su expedición sostuvo victoriosos combates en la rada de Guayaquil, pero el almirante Guise fue mortalmente herido al explotar una granada en la cubierta de la fragata Presidente (22 de noviembre de 1828). Le sucedió en el mando el segundo jefe de la escuadra, José Boterín, quien logró finalmente acallar las defensas de Guayaquil, obteniendo su rendición el 19 de enero de 1829 de manos del comandante Juan Illingworth.
Su cuerpo fue enviado al Callao con honor, y fue sepultado en ese lugar arropado como un fraile franciscano. En 1926, sus restos fueron exhumados y transferidos al Panteón de los Próceres en el Cercado de Lima.

## Descendencia y homenajes

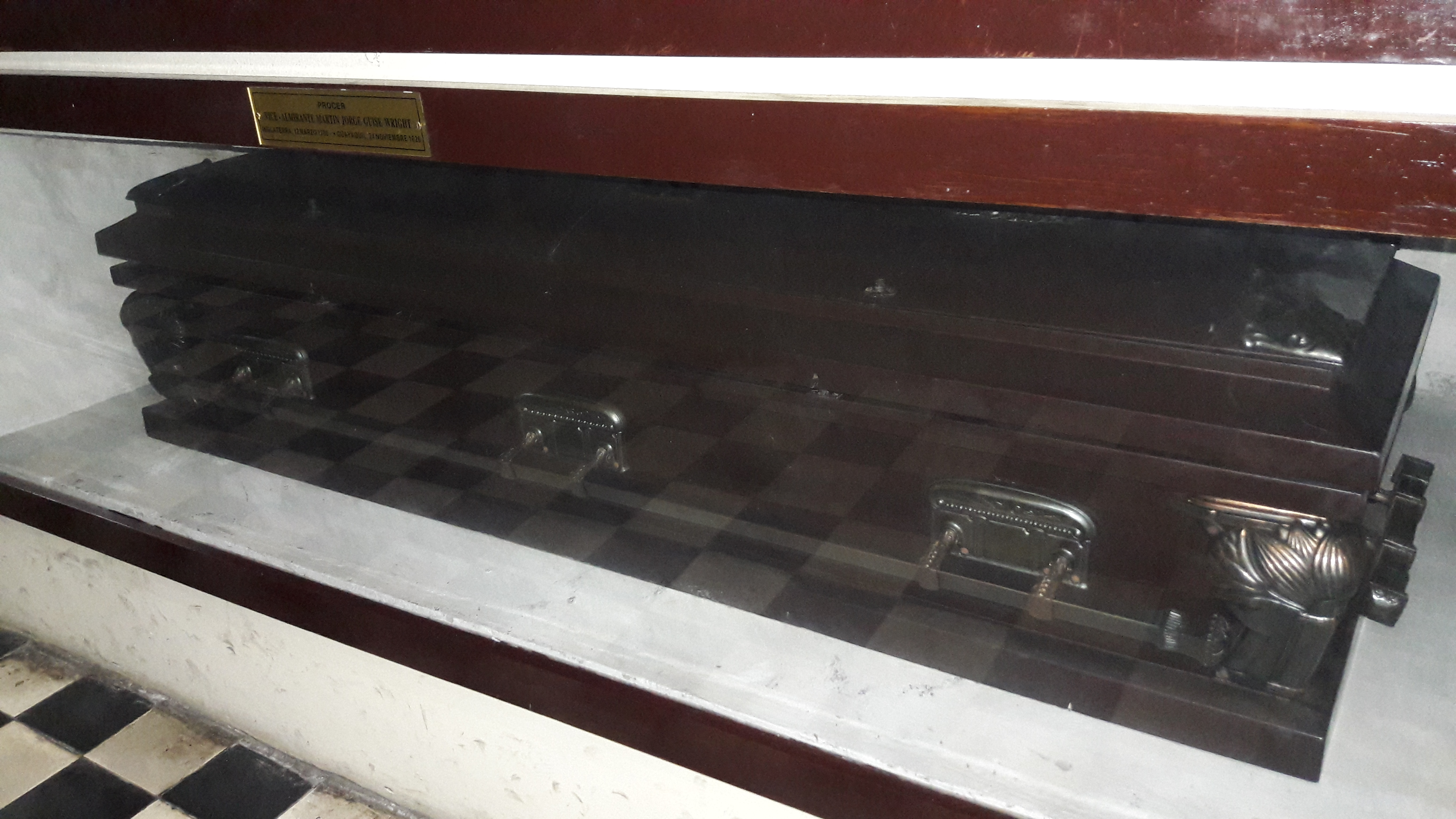
Sus restos reposan en el Panteón de los Próceres en Lima.

En 1827, Guise había contraído matrimonio con la limeña Juana María del Valle y Riestra, hermana del coronel Miguel Valle Riestra. La pareja tuvo dos hijas, la primera murió a corta edad y la otra, Mercedes Carlota Guise Valle Riestra, se casó con el vicecónsul John Loder Dartnell.
Fueron bisnietos suyos, el aviador peruano Jorge Chávez (quien falleció tras ser el primer piloto en atravesar los Alpes), el diplomático Emilio Althaus Dartnell y el banquero Clemente de Althaus Dartnell.
El Colegio Almirante Guise situado en el distrito de Santa Beatriz y el Liceo Naval Almirante Guise, alma mater de los hijos de los oficiales de la Marina de Guerra del Perú, fueron nombrados en su honor. También, la Casa Azul en el Colegio Markham fue nombrada en su honor.
Calles en distintas ciudades del Perú y en la ciudad de Buenos Aires llevan su nombre.